# Fort Hancock
Fort Hancock – jednostka osadnicza w Stanach Zjednoczonych, w stanie Teksas, w hrabstwie Hudspeth.